# Celmira
Celmira est une localité située dans la province de Chiriquí, au Panama.